# معركة ميلوس

وقعت معركة ميلوس سنة 415 قبل الميلاد بين أثينا وميلوس. وكانت ميلوس تحاول البقاء على الحياد في الحرب البيلوبونيسية، ولكن قامت أثينا بالهجوم واضطرت ميلوس إلى الاستسلام بعد تجويع وحصار قاس للمدينة. بعد احتلال المدينة من قبل أثينا، قام الاثينيون بقتل جميع الذكور القادرين على حمل السلاح واستعباد النساء والأطفال.
أهمية هذه المعركة تعود لحوار ميلوس الذي قام المؤرخ المشهور ثوسيديديس بذكره في كتابه تاريخ الحروب البيلوبونيسية وذلك في الجزء الخامس من المخطوطة.